# Петров, Алексей Митрофанович
Алексе́й Митрофа́нович Петро́в (24 марта 1924 — 6 июня 2005) — командир отделения 103-го отдельного сапёрного батальона, старший сержант — на момент представления к награждению орденом Славы 1-й степени.

## Биография
Родился 24 марта 1924 года в селе Матушкино (ныне — район в Зеленоградском административном округе). Окончил 7 классов.
Член ВКП(б)/КПСС с 1944 года. Работал слесарем на коксогазовом заводе.
В начале марта 1942 года в возрасте неполных восемнадцати лет призван в РККА. Уже с апреля 1942 года участвовал в сражениях Великой Отечественной войны.
За бои на Юго-Западном фронте, постановку и снятие большого количества мин приказом командира 53-й стрелковой дивизии от 25 июня 1943 года сапёр ефрейтор Петров награждён медалью «За отвагу», а затем приказом от 27 июля 1943 года — орденом Красной Звезды.
Командир отделения 103-го отдельного сапёрного батальона сержант Петров во главе группы сапёров 16-17 марта 1944 года в боях за важный железнодорожный узел Помошная под Кировоградом (Украинская ССР), проделав проходы в минных и проволочных заграждениях противника, пропустил стрелковые подразделения и боевую технику. Обезвредил свыше 200 вражеских мин.
За это приказом командира 53-й стрелковой дивизии от 31 марта 1944 года сержант Петров награждён орденом Славы 3-й степени.
В ходе Ясско-Кишинёвской операции в августе 1944 года в 15 километрах юго-восточнее румынского города Хырлэу Петров с отделением устроил несколько проходов в заграждениях неприятеля. Благодаря работе сапёров, атака наших войск была для противника внезапной. В бою в составе разведывательной роты Петров пленил 23 солдата противника.
Приказом по 7-й гвардейской армии от 18 сентября 1944 года сержант Петров награждён орденом Славы 2-й степени.
В ходе Будапештской операции старший сержант Петров в ночь на 24 октября 1944 года в числе первых под пулемётно-артиллерийским обстрелом переправился через реку Тиса в районе севернее венгерского населённого пункта Цибакхаза, натянул через реку трос для обеспечения переправы и закрепил его за дерево. В течение ночи под огнём противника совершил 27 рейсов.
Указом Президиума Верховного Совета СССР от 24 марта 1945 года за мужество, отвагу и героизм старший сержант Петров Алексей Митрофанович награждён орденом Славы 1-й степени.
В бою за венгерский населённый пункт Хедьешхалом обезвредил 27 противотанковых мин и с подчинёнными ему бойцами захватил в плен 180 солдат противника. За это приказом командира 68-го Белградского стрелкового корпуса от 29 апреля 1945 года командир сапёрного взвода старшина Петров награждён орденом Отечественной войны II степени (в наградном листе представлялся к ордену Красного Знамени).
После войны продолжал службу в армии. С 1953 года старший лейтенант Петров в запасе. Жил в городе Сходня Химкинского района Московской области. Работал слесарем-ремонтником на московском мебельно-сборочном комбинате. За трудовые достижения был награждён орденом Октябрьской революции, а в 1985 году как ветеран войны — орденом Отечественной войны I степени.
О своём боевом пути Петров рассказал в документальном фильме «Шёл солдат…» (1975 год, автор — Константин Симонов, режиссёр — Марина Бабак).
Скончался 6 июня 2005 года.
Награждён орденами Октябрьской Революции, Славы трёх степеней, Отечественной войны I и II степеней, Красной Звезды, медалями.
Почётный гражданин города Новоукраинка Кировоградской области.